# Zoodes maculatus
Zoodes maculatus är en skalbaggsart som först beskrevs av White 1855.  Zoodes maculatus ingår i släktet Zoodes och familjen långhorningar.
Artens utbredningsområde är Sri Lanka. Inga underarter finns listade i Catalogue of Life.